# 矻矻
矻矻或庫庫（波斯語：‎）是一道伊朗料理和阿塞拜疆料理，由打發的雞蛋和各種食材混合製成。它類似於義大利料理的意大利煎蛋、法國料理的法式鹹派或開放式的奄列，但通常比蛋餅使用更少的蛋，並且在低溫下烹飪時間較短，然後翻面或短暫烤制以固定頂層。 它可以作為開胃菜、副菜或主菜，熱食或冷食，並配有麵包和酸奶或沙拉。

## 簡介
早在薩法維王朝和卡扎爾王朝時期的波斯（伊朗）食譜就已經有提及過矻矻。卡扎爾時期的文獻將其介紹為一道副菜。
香草矻矻是最受歡迎的類型， 傳統上在諾魯茲節，即伊朗新年時供應， 象徵著新的開始，同時也在 由伊朗亞美尼亞人和伊朗喬治亞人慶祝的復活節時享用。

## 烹飪方法

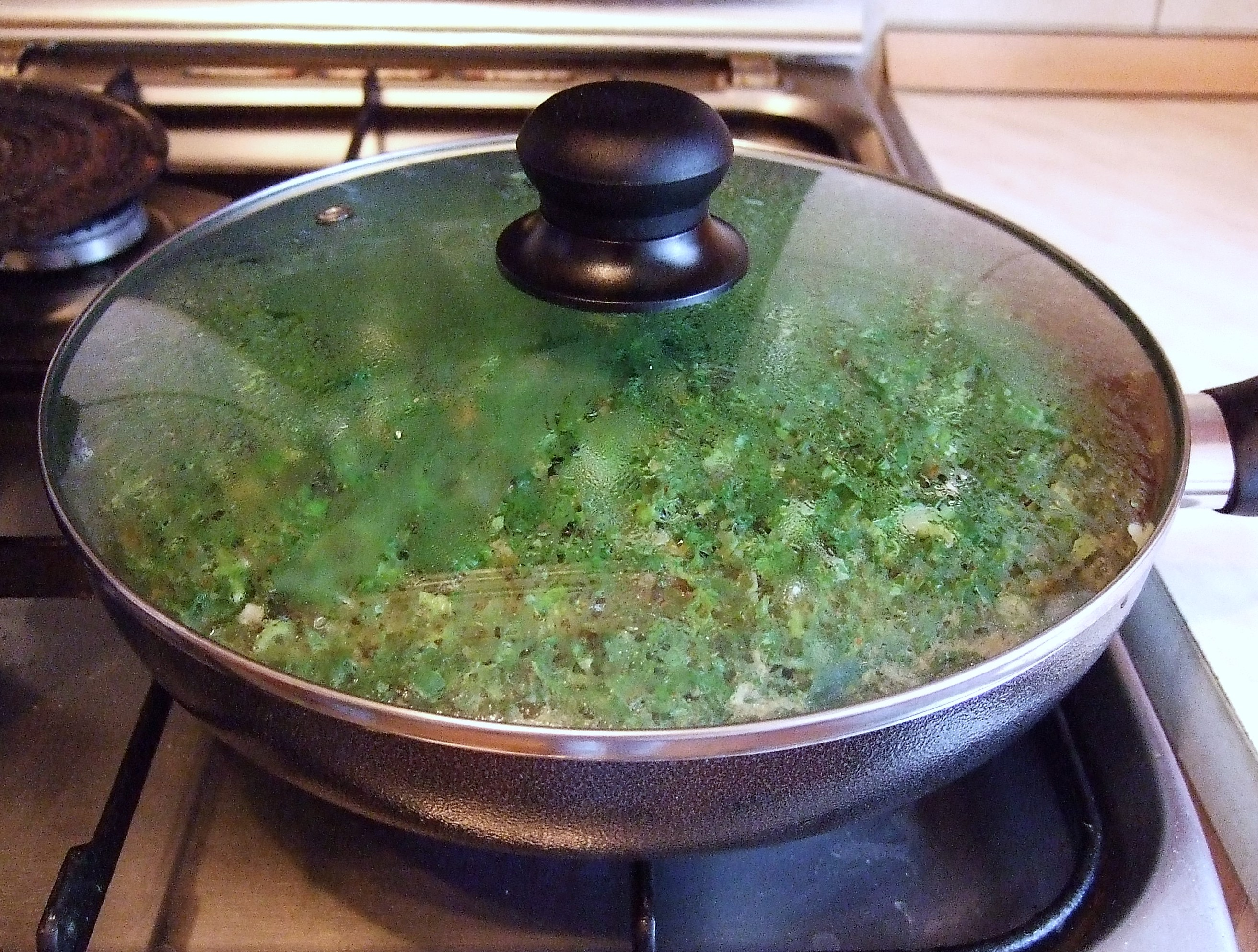
正在鍋內烹飪中的矻矻

矻矻的傳統製作方法是將食材在低溫下用油煎，並在封閉空間內蒸煮。 如今，烘焙也是一種流行的方法。通過添加酵母可以使這道菜更加厚實。 最終的結果是一種蛋糕狀的煎蛋捲，通常配有麵包，但在伊朗北部的吉蘭省，這道菜更常搭配米飯，因為那裡傳統上偏愛米飯而不是麵包。

## 變種
矻矻有多種不同的食材和風格， 包括香草矻矻、馬鈴薯矻矻、茄子矻矻（, ）、魚子矻矻和酸奶矻矻。

### 香草矻矻
香草矻矻（波斯語：‎，直译：kuku sabzi，直译：綠色矻矻）， 是最常見的矻矻類型。 它由雞蛋和香草如韭菜和香菜製成。大蒜在伊朗北部地區非常受歡迎，因此也被用作成分之一。另一種變體是核桃和香草矻矻（波斯語：‎），而加入堅果改變了這道菜的質地。

### 花椰菜矻矻
花椰菜矻矻（kuku-ye gol-e-kalam）以焦糖洋蔥和花椰菜為特色。 拿米耶·巴特曼格利的早期英文波斯食譜《生命的食物》（Food of Life）中收錄了一個版本的菜餚。

## 馬鈴薯矻矻
馬鈴薯矻矻，即波斯語中的， 由雞蛋、馬鈴薯、香料如藏紅花和/或薑黃及其他成分製成。 它被比作西班牙馬鈴薯烘蛋和猶太馬鈴煎薯餅等馬鈴薯煎餅類的食物。

## 茄子矻矻
茄子矻矻， 波斯語稱為，由茄子泥和雞蛋製成，還有其他成分如香菜、核桃、洋蔥和小檗。

## 魚子矻矻
魚子矻矻，吉蘭語稱為或， 是吉蘭地區的一種矻矻變體，包括魚子（魚子醬）。

## 外部連結
- Bashar, Laura. . Family Spice.   [2014-10-14]. （原始内容存档于2014-10-19）.
- . Iran Chamber Society.   [2024-07-31]. （原始内容存档于2018-10-09）.
- Batmanglij, Najmieh. . Splendid Table.   [2024-07-31]. （原始内容存档于2017-08-30）.
- Baratzadeh, Emily. "Kuku Sabzi - No Dairy Frittata with Fresh Herbs （页面存档备份，存于）" Kitchen Starts.